# Eduard Lamparter
Eduard Lamparter (* 21. Juni 1860 in Geislingen an der Steige; † 24. Februar 1945 in Stuttgart) war ein deutscher evangelischer Theologe und Politiker.

## Leben
Als Sohn eines Rechtsanwalts geboren, studierte Lamparter evangelische Theologie in Tübingen. Während seines Studiums wurde er 1879 Mitglied der burschenschaftlichen Verbindung Normannia Tübingen (ab 1934 Burschenschaft Normannia Tübingen). Nach seinem Studium wurde er 1883 Vikar in Gingen an der Fils, 1884 Stadtvikar in Neuenbürg und Schwäbisch Gmünd und 1886 Pfarrverweser in Riet und provisorischer Pfarrer in Dettingen, ab 1887 dort amtierender Pfarrer. 1893 wechselte er als Pfarrer nach Nattheim bei Heidenheim. 1900 wurde er Zweiter Stadtpfarrer in Schwäbisch Gmünd und 1910 Stadtpfarrer in Stuttgart-Heslach. 1924 trat er in den Ruhestand.
Lamparter war Mitglied der Deutschen Partei (DP), ab 1918 der Deutschen Demokratischen Partei (DDP). Von 1911 bis 1921 war er Vorsitzender des Verbandes der evangelischen Arbeitervereine in Stuttgart. Von 1916 bis 1919 war er Mitglied der Evangelischen Landeskirchenversammlung. Nachdem er sich bereits mehrere Male zur Wahl gestellt hatte, wurde er 1919 Mitglied des Württembergischen Landtags, dem er bis 1920 angehörte.
Lamparter setzte sich insbesondere gegen Antisemitismus ein. Er war Vorsitzender des Stuttgarter Ortsvereins des Vereins zur Abwehr des Antisemitismus, ab 1930 auch Mitglied seines Hauptvorstandes. Sein Büchlein Evangelische Kirche und Judentum von 1928, in dem er die Vorstellung von der religiös-kulturellen Überlegenheit des Christentums gegenüber dem Judentum kritisierte und für einen christlich-jüdischen Dialog eintrat, wurde in 70.000 Exemplaren verbreitet.

## Veröffentlichungen
- Gustav Adolf, König von Schweden, der Befreier des evangelischen Deutschland. Barmen 1892.
- Christliches Glaubensleben. Tübingen 1905.
- Die Grösse der Gegenwart. Stuttgart 1917.
- Das Judentum in seiner kultur- und religionsgeschichtlichen Erscheinung. Gotha 1928. (Online als pdf (86,51 MB))
- Evangelische Kirche und Judentum. Ein Beitrag zu christlichem Verständnis von Judentum und Antisemitismus. Stuttgart 1928.